# Divoké srdce Afriky
Divoké srdce Afriky (v anglickém originále The Great Rift: Africa's Wild Heart) je dokumentární cyklus televize BBC. Zobrazuje život různých druhů zvířat na území Velké příkopové propadliny. Celkem má dokument tři díly, každý je asi 50 minut dlouhý. Premiéru měl v roce 2010 na stanici BBC Two. 

## Seznam dílů
- 1. Oheň (Fire)
- 2. Voda (Water)
- 3. V moři trav (Grass)